# Karamnasa
Karamnasa (Karma-nasa, Destructor; en llatí Arrià l'esmenta com Kommenases) és un riu de l'Índia que fa frontera entre Uttar Pradesh i Bihar. Neix a les muntanyes Kaimur a Bihar i corre al nord-oest formant el límit entre els dos estats esmentats; després gira a l'est i desaigua a la dreta del Ganges, prop de Chausa, a 25° 31′ N, 83° 55′ E / 25.517°N,83.917°E després d'un curs de 235 km. Els seus afluents principals són el Durgauti i el Dharmauti. Generalment no porta aigua després del febrer i fins a l'època de pluges al juliol; llavors és navegable navegat per bots de fins a 2 tones.
Els hindús el consideren maleït i no toquen ni beuen la seua aigua excepte si viuen a la seva vora perquè en aquest cas estan lliures de la impuresa. La causa de la maledicció sembla la mort d'un braman a mans del rajà Trisanku, de la línia solar; per purificar-se va portar aigua de tots els rius del món i aquesta aigua, després de rentar-lo, va formar el riu; això hauria passat prop del poble de Sarodag. Es pensa que la causa real era que en un temps va formar la frontera entre les colònies àries del nord i els aborígens de l'est.